# Bolborhachium inclinatum
Bolborhachium inclinatum är en skalbaggsart som beskrevs av Henry Fuller Howden 1985. Bolborhachium inclinatum ingår i släktet Bolborhachium och familjen Bolboceratidae. Inga underarter finns listade.